# Élections législatives de 2024 dans le Rhône
Les élections législatives françaises de 2024 dans le Rhône se déroulent les 30 juin et 7 juillet 2024. Dans la circonscription départementale du Rhône, qui regroupe le département du Rhône et la métropole de Lyon, quatorze sièges de députés sont à pourvoir dans le cadre de quatorze circonscriptions, à la suite de la dissolution de l'Assemblée nationale par Emmanuel Macron.
Le choix de cette dissolution est pris après la défaite de la liste Renaissance aux élections européennes qui ont eu lieu le 9 juin 2024. Les candidats sont moins nombreux qu'en 2022, il y en a 104 pour 14 circonscriptions, soit une moyenne de 7,5.

## Contexte
| Circonscription | RN      | ENS     | PS - PP | LFI     | LR      |
| --------------- | ------- | ------- | ------- | ------- | ------- |
| Circonscription |         |         |         |         |         |
| 1re             | 15,9 %  | 15,65 % | 17,54 % | 18,13 % | 8,29 %  |
| 2e              | 11,22 % | 14,94 % | 21,24 % | 17,55 % | 9,13 %  |
| 3e              | 12,61 % | 14,19 % | 19,1 %  | 19,88 % | 7,63 %  |
| 4e              | 14,4 %  | 18,09 % | 17,25 % | 13,56 % | 12,14 % |
| 5e              | 22,18 % | 19,71 % | 15,12 % | 7,43 %  | 12,77 % |
| 6e              | 16,74 % | 10,77 % | 16,63 % | 25,2 %  | 5,87 %  |
| 7e              | 21,92 % | 12,03 % | 12,01 % | 27,1 %  | 6,55 %  |
| 8e              | 30,39 % | 16,78 % | 12,05 % | 6,54 %  | 11,34 % |
| 9e              | 34,33 % | 15,56 % | 11,36 % | 7,95 %  | 9,06 %  |
| 10e             | 27,64 % | 18,48 % | 13,81 % | 6,27 %  | 10,66 % |
| 11e             | 34,39 % | 14,76 % | 11,94 % | 9,33 %  | 7,92 %  |
| 12e             | 22,12 % | 17,96 % | 15,35 % | 9,99 %  | 12,03 % |
| 13e             | 34,24 % | 13,89 % | 10,99 % | 13,59 % | 7,6 %   |
| 14e             | 26,95 % | 9,15 %  | 8,76 %  | 32,08 % | 4,21 %  |

## Système électoral
Les élections législatives ont lieu au scrutin uninominal majoritaire à deux tours dans des circonscriptions uninominales.
Est élu au premier tour le candidat qui réunit la majorité absolue des suffrages exprimés et un nombre de voix au moins égal au quart des électeurs inscrits dans la circonscription, soit 25 %. Si aucun des candidats ne satisfait ces conditions, un second tour est organisé entre les candidats ayant réuni un nombre de voix au moins égal à un huitième des inscrits, soit 12,5 %. Les deux candidats arrivés en tête du 1er tour se maintiennent néanmoins par défaut si un seul ou aucun d'entre eux n'a atteint ce seuil. Au second tour, le candidat arrivé en tête est déclaré élu,.
Le seuil de qualification basé sur un pourcentage du total des inscrits et non des suffrages exprimés rend plus difficile l'accès au second tour lorsque l'abstention est élevée. Le système permet en revanche l'accès au second tour de plus de deux candidats si plusieurs d'entre eux franchissent le seuil de 12,5 % des inscrits. Les candidats en lice au second tour peuvent ainsi être trois, un cas de figure appelé « triangulaire ». Les second tours où s'affrontent quatre candidats, appelés « quadrangulaire » sont également possibles, mais beaucoup plus rares,.

### Partis et nuances
Les résultats des élections sont publiés en France par le ministère de l'Intérieur, qui classe les partis en leur attribuant des nuances politiques. Ces dernières sont décidées par les préfets, qui les attribuent indifféremment de l'étiquette politique déclarée par les candidats, qui peut être celle d'un parti ou une candidature sans étiquette.
Seuls le Parti communiste français (COM), La France insoumise (FI), le Parti socialiste (SOC), le Parti radical de gauche (RDG), Les Écologistes (VEC), Renaissance (RE), le Mouvement démocrate (MDM), Horizons (HOR), l'Union des démocrates et indépendants (UDI), Les Républicains (LR), le Rassemblement national (RN) et Reconquête (REC) se voient attribuer en 2024 des nuances propres. Les coalitions Ensemble et Nouveau front populaire, ainsi que les candidats de l'alliance LR-Ciotti-RN, en bénéficient également indirectement, les nuances Ensemble ! (Majorité présidentielle) (ENS), Union de la gauche (UG) et Union de l'extrême-droite (UXD) étant attribuables aux candidats bénéficiant respectivement du soutien de deux partis du centre, de deux partis de gauche ou de deux partis d'extrême-droite,.
Tous les autres partis se voient attribuer l'une ou l'autre des nuances suivantes : EXG (extrême gauche), DVG (divers gauche), ECO (écologiste), REG (régionaliste), DVC (divers centre), DVD (divers droite), DSV (droite souverainiste) et EXD (extrême droite). Des partis comme Debout la France ou Lutte ouvrière ne disposent ainsi pas de nuances propres, et leurs résultats nationaux ne sont pas publiés séparément par le ministère, car mélangés avec d'autres partis (respectivement dans les nuances DSV et EXG).

## Résultats

### Élus
| Circonscription                                 | Député sortant            | Parti ou nuance | Parti ou nuance | Groupe    | Député élu ou réélu     | Parti ou nuance | Parti ou nuance | Groupe  |
| ----------------------------------------------- | ------------------------- | --------------- | --------------- | --------- | ----------------------- | --------------- | --------------- | ------- |
| 1re                                             | Thomas Rudigoz            |                 | RE              | RE        | Anaïs Belouassa-Cherifi |                 | LFI             | LFI-NFP |
| 2e                                              | Hubert Julien-Laferrière* |                 | ECO             | NI        | Boris Tavernier         |                 | LÉ              | ÉcoS    |
| 3e                                              | Marie-Charlotte Garin     |                 | LÉ              | ÉCO-NUPES | Marie-Charlotte Garin   |                 | LÉ              | ÉcoS    |
| 4e                                              | Anne Brugnera             |                 | RE              | RE        | Sandrine Runel          |                 | PS              | SOC     |
| 5e                                              | Blandine Brocard          |                 | MoDem           | DEM       | Blandine Brocard        |                 | MoDem           | Dem     |
| 6e                                              | Gabriel Amard             |                 | LFI             | LFI-NUPES | Gabriel Amard           |                 | LFI             | LFI-NFP |
| 7e                                              | Alexandre Vincendet       |                 | HOR             | HOR       | Abdelkader Lahmar       |                 | LFI             | LFI-NFP |
| 8e                                              | Nathalie Serre            |                 | LR              | LR        | Jonathan Géry           |                 | RN              | RN      |
| 9e                                              | Alexandre Portier         |                 | LR              | LR        | Alexandre Portier       |                 | LR              | DR      |
| 10e                                             | Thomas Gassilloud         |                 | Agir - RE       | RE        | Thomas Gassilloud       |                 | Agir - RE       | EPR     |
| 11e                                             | Jean-Luc Fugit            |                 | RE              | RE        | Jean-Luc Fugit          |                 | RE              | EPR     |
| 12e                                             | Cyrille Isaac-Sibille     |                 | MoDem           | DEM       | Cyrille Isaac-Sibille   |                 | MoDem           | Dem     |
| 13e                                             | Sarah Tanzilli            |                 | RE              | RE        | Tiffany Joncour         |                 | RN              | RN      |
| 14e                                             | Idir Boumertit            |                 | LFI             | LFI-NUPES | Idir Boumertit          |                 | LFI             | LFI-NFP |
| * député sortant ne se représentant pas en 2024 |                           |                 |                 |           |                         |                 |                 |         |

### Résultats à l'échelle de la circonscription départementale

#### Résultats par coalition
| Parti et coalition                          | Parti et coalition                                       | Parti et coalition                                       | Premier tour | Premier tour | Premier tour | Second tour   | Second tour   | Second tour | Total Sièges  | +/-           |  |
| Parti et coalition                          | Parti et coalition                                       | Parti et coalition                                       | Voix         | %            | Sièges       | Voix          | %             | Sièges      | Total Sièges  | +/-           |  |
| ------------------------------------------- | -------------------------------------------------------- | -------------------------------------------------------- | ------------ | ------------ | ------------ | ------------- | ------------- | ----------- | ------------- | ------------- |  |
|                                             |                                                          | Parti socialiste (PS)                                    | 91 686       | 10,82        | 0            | 64 608        | 8,48          | 1           | 1             | 1             |  |
|                                             | La France insoumise (LFI)                                | 90 838                                                   | 10,72        | 0            | 98 262       | 12,90         | 4             | 4           | 2             |               |  |
|                                             | Les Écologistes (LÉ)                                     | 74 342                                                   | 8,77         | 1            | 50 177       | 6,59          | 1             | 2           | [ a ]         |               |  |
|                                             | Révolution écologique pour le vivant (REV)               | 16178                                                    | 1,91         | 0            | 26 794       | 3,52          | 0             | 0           | en stagnation |               |  |
|                                             | Parti communiste français (PCF)                          | 15765                                                    | 1,86         | 0            | Retrait      | Retrait       | Retrait       | 0           | en stagnation |               |  |
| Total Nouveau Front populaire (NFP)         | Total Nouveau Front populaire (NFP)                      | 288 809                                                  | 34,08        | 1            | 239 841      | 31,48         | 6             | 7           | 3             |               |  |
|                                             |                                                          | Rassemblement national (RN)                              | 172 439      | 20,35        | 0            | 163 628       | 21,48         | 2           | 2             | 2             |  |
|                                             | Républicains à droite (RÀD)                              | 49837                                                    | 5,88         | 0            | 55 905       | 7,34          | 0             | 0           | Nv            |               |  |
| Total Rassemblement national et alliés (RN) | Total Rassemblement national et alliés (RN)              | 222 276                                                  | 26,23        | 0            | 219 533      | 28,82         | 2             | 2           | 2             |               |  |
|                                             |                                                          | Renaissance (RE)                                         | 110 459      | 13,03        | 0            | 100 924       | 13,25         | 1           | 1             | 3             |  |
|                                             | Mouvement démocrate (MoDem)                              | 55 073                                                   | 6,50         | 0            | 53 009       | 6,96          | 2             | 2           | en stagnation |               |  |
|                                             | Agir                                                     | 23 964                                                   | 2,83         | 0            | 45 099       | 5,92          | 1             | 1           | en stagnation |               |  |
|                                             | Horizons (HOR)                                           | 11 799                                                   | 1,39         | 0            | 13 214       | 1,73          | 0             | 0           | en stagnation |               |  |
| Total Ensemble pour la République (ENS)     | Total Ensemble pour la République (ENS)                  | 201 295                                                  | 23,75        | 0            | 212 246      | 27,86         | 4             | 4           | 3             |               |  |
|                                             |                                                          | Les Républicains (LR)                                    | 99 638       | 11,76        | 0            | 65 428        | 8,59          | 1           | 1             | 2             |  |
| Total Union de la droite et du centre (UDC) | Total Union de la droite et du centre (UDC)              | 99 638                                                   | 11,76        | 0            | 65 428       | 8,59          | 1             | 1           | 2             |               |  |
|                                             | Dissidents Nouveau Front populaire                       | Dissidents Nouveau Front populaire                       | 11 628       | 1,37         | 0            | 24 783        | 3,25          | 0           | 0             | en stagnation |  |
|                                             | Reconquête (REC)                                         | Reconquête (REC)                                         | 6 865        | 0,81         | 0            |               |               |             | 0             | en stagnation |  |
|                                             | Lutte ouvrière (LO)                                      | Lutte ouvrière (LO)                                      | 6 737        | 0,79         | 0            | 0             | en stagnation |             |               |               |  |
|                                             |                                                          | 100% citoyens (100%C)                                    | 2 584        | 0,30         | 0            | 0             | Nv            |             |               |               |  |
| Total Tous unis pour le vivant (TUPV)       | Total Tous unis pour le vivant (TUPV)                    | 2 584                                                    | 0,30         | 0            | 0            | en stagnation |               |             |               |               |  |
|                                             | Écologie au centre (ÉAC)                                 | Écologie au centre (ÉAC)                                 | 1 974        | 0,23         | 0            | 0             | en stagnation |             |               |               |  |
|                                             | Équinoxe                                                 | Équinoxe                                                 | 1 216        | 0,14         | 0            | 0             | en stagnation |             |               |               |  |
|                                             |                                                          | Mouvement écologiste indépendant (MEI)                   | 799          | 0,09         | 0            | 0             | en stagnation |             |               |               |  |
| Total Le Rassemblement (RAS)                | Total Le Rassemblement (RAS)                             | 799                                                      | 0,09         | 0            | 0            | en stagnation |               |             |               |               |  |
|                                             | Verts démocrates (VD)                                    | Verts démocrates (VD)                                    | 501          | 0,06         | 0            | 0             | Nv            |             |               |               |  |
|                                             | Nouveau Parti anticapitaliste - Révolutionnaires (NPA-R) | Nouveau Parti anticapitaliste - Révolutionnaires (NPA-R) | 326          | 0,04         | 0            | 0             | en stagnation |             |               |               |  |
|                                             | Parti des travailleurs (PT)                              | Parti des travailleurs (PT)                              | 133          | 0,02         | 0            | 0             | en stagnation |             |               |               |  |
|                                             | Autres partis                                            | Autres partis                                            | 598          | 0,07         | 0            | 0             | en stagnation |             |               |               |  |
|                                             | Sans étiquette (SE)                                      | Sans étiquette (SE)                                      | 2 077        | 0,25         | 0            | 0             | en stagnation |             |               |               |  |
|                                             |                                                          |                                                          |              |              |              |               |               |             |               |               |  |
| Suffrages exprimés                          | Suffrages exprimés                                       | Suffrages exprimés                                       | 847 456      | 98,42        |              | 761 831       | 96,09         |             |               |               |  |
| Votes blancs                                | Votes blancs                                             | Votes blancs                                             | 10 044       | 1,17         | 24 263       | 3,06          |               |             |               |               |  |
| Votes nuls                                  | Votes nuls                                               | Votes nuls                                               | 3 569        | 0,41         | 6 730        | 0,85          |               |             |               |               |  |
| Total                                       | Total                                                    | Total                                                    | 861 069      | 100          | 1            | 792 824       | 100           | 13          | 14            | en stagnation |  |
| Abstentions                                 | Abstentions                                              | Abstentions                                              | 340 714      | 28,35        |              | 338 332       | 29,91         |             |               |               |  |
| Inscrits/Participation                      | Inscrits/Participation                                   | Inscrits/Participation                                   | 1 201 783    | 71,65        | 1 131 156    | 70,09         |               |             |               |               |  |

#### Résultats par nuances du ministère de l'intérieur
| Nuance                 | Nuance                               | Nuance                 | Premier tour | Premier tour | Premier tour | Second tour | Second tour   | Second tour | Total Sièges | +/-           |  |
| Nuance                 | Nuance                               | Nuance                 | Voix         | %            | Sièges       | Voix        | %             | Sièges      | Total Sièges | +/-           |  |
| ---------------------- | ------------------------------------ | ---------------------- | ------------ | ------------ | ------------ | ----------- | ------------- | ----------- | ------------ | ------------- |  |
|                        | Union de la gauche                   | UG                     | 288 809      | 34,08        | 1            | 239 841     | 31,48         | 6           | 7            | 3             |  |
|                        | Ensemble pour la République          | ENS                    | 201 295      | 23,75        | 0            | 212 246     | 27,86         | 4           | 4            | 3             |  |
|                        | Rassemblement national               | RN                     | 172 439      | 20,35        | 0            | 163 628     | 21,48         | 2           | 2            | 2             |  |
|                        | Les Républicains                     | LR                     | 99 638       | 11,76        | 0            | 65 428      | 8,59          | 1           | 1            | 2             |  |
|                        | Union de l'extrême droite            | UXD                    | 49 837       | 5,88         | 0            | 55 905      | 7,34          | 0           | 0            | Nv            |  |
|                        | Divers gauche                        | DVG                    | 12 427       | 1,47         | 0            | 24 783      | 3,25          | 0           | 0            | en stagnation |  |
|                        | Extrême gauche                       | EXG                    | 7 196        | 0,85         | 0            |             |               |             | 0            | en stagnation |  |
|                        | Reconquête                           | REC                    | 6 865        | 0,81         | 0            | 0           | en stagnation |             |              |               |  |
|                        | Écologistes                          | ECO                    | 5 043        | 0,60         | 0            | 0           | en stagnation |             |              |               |  |
|                        | Divers droite                        | DVD                    | 1 401        | 0,17         | 0            | 0           | en stagnation |             |              |               |  |
|                        | Divers                               | DIV                    | 1 392        | 0,16         | 0            | 0           | en stagnation |             |              |               |  |
|                        | Régionalistes                        | REG                    | 613          | 0,07         | 0            | 0           | en stagnation |             |              |               |  |
|                        | Union des démocrates et indépendants | UDI                    | 501          | 0,06         | 0            | 0           | en stagnation |             |              |               |  |
|                        |                                      |                        |              |              |              |             |               |             |              |               |  |
| Suffrages exprimés     | Suffrages exprimés                   | Suffrages exprimés     | 847 456      | 98,42        |              | 761 831     | 96,09         |             |              |               |  |
| Votes blancs           | Votes blancs                         | Votes blancs           | 10 044       | 1,17         | 24 263       | 3,06        |               |             |              |               |  |
| Votes nuls             | Votes nuls                           | Votes nuls             | 3 569        | 0,41         | 6 730        | 0,85        |               |             |              |               |  |
| Total                  | Total                                | Total                  | 861 069      | 100          | 1            | 792 824     | 100           | 13          | 14           | en stagnation |  |
| Abstentions            | Abstentions                          | Abstentions            | 340 714      | 28,35        |              | 338 332     | 29,91         |             |              |               |  |
| Inscrits/Participation | Inscrits/Participation               | Inscrits/Participation | 1 201 783    | 71,65        | 1 131 156    | 70,09       |               |             |              |               |  |

### Analyse
Trois dynamiques semblent se distinguer dans le Rhône à l'occasion de ces élections législatives : dans Lyon et sa proche banlieue, la gauche progresse sensiblement pour emporter deux sièges supplémentaires face aux macronistes ; dans les secteurs périurbains, où la coalition présidentielle résiste plutôt, cédant un siège au RN ; et dans le nord du département, où LR voit son électorat s'éroder au profit de l'extrême droite.
Dans Lyon, le Nouveau Front populaire opère un coup de force en emportant les quatre circonscriptions de la ville. La jeune sortante écologiste Marie-Charlotte Garin est réélue dès le premier tour pour un deuxième mandat. Malgré les controverses entourant le sortant Hubert Julien-Laferrière, Boris Tavernier, militant associatif, est largement réélu pour Les Écologistes à sa suite, manquant de peu l'élection au premier tour. Les deux autres secteurs observent un scénario similaire avec une triangulaire après un premier tour où la candidate NFP a pris plusieurs points d'avance sur le ou la sortante Renaissance avec le RN à environ 18 %. Alors que la progression par rapport à 2022 est sensible pour le parti d'extrême droite, gagnant 9 à 10 points dans ces deux circonscriptions, le parti perd plusieurs voix entre les deux tours. Et ainsi, dans les deux cas, les sortants Renaissance, en poste depuis 2017, ne parviennent pas à combler leur retard et la gauche l'emporte. La nouvelle députée de la 1re circonscription est l'insoumise Anaïs Belouassa-Cherifi, nouvelle benjamine de la délégation parlementaire du Rhône, de quelques mois la cadette de Mme Garin. La quatrième députée de Lyon, quant à elle, est la socialiste Sandrine Runel, tête de liste PS aux municipales de 2020 dans la capitale des Gaules, et depuis adjointe au maire. Sandrine Runel qui devient la 1re députée de gauche de son secteur, celui-ci ayant longtemps été le fief de Raymond Barre.
Dans la proche banlieue de Lyon, les insoumis conservent le fief de gauche de Vénissieux sans encombre. À Villeurbanne en revanche, l'élection a été plus disputée pour le sortant insoumis Gabriel Amard. Celui-ci devait affronter deux de ses prédécesseurs, l'ancien député RPR Marc Fraysse et surtout l'ancien maire PS de la ville, Jean-Paul Bret. Si le sortant prend une large avance au premier tour, le second se joue sur le fil et Bret s'incline avec 569 voix de retard seulement. Pour le siège de Rillieux-la-Pape-Bron, les électeurs assistent à un match retour entre le sortant, Alexandre Vincendet, ex-maire de Rillieux-la-Pape, et le militant insoumis, Abdelkader Lahmar. Depuis 2022, le premier a été exclu de LR et a rejoint Horizons, et le second représente le NFP et non plus la NUPES. Les résultats s'inversent cette fois avec le candidat de gauche qui l'emporte confortablement, au cours de la triangulaire du second tour, impliquant également le RN. Toutefois, la gauche bute à nouveau sur le siège d'Oullins, tenu par le MoDem Cyrille Isaac-Sibille. Ce dernier prévaut face à la candidate NFP, Lucie Gaillot-Durand, médecin et militante écologiste à Oullins, et une jeune militante RN, Clémence Luisier.
Les quatre circonscriptions du sud du département de la grande banlieue de Lyon placent Ensemble sur la défensive, l'alliance tenant tous ces sièges avant l'élection, alors que le RN est arrivé en tête dans chacun de ces secteurs aux élections européennes précédentes. Deux de ces circonscriptions sont parmi les cinq seules d'Auvergne-Rhône-Alpes à placer un candidat Ensemble en tête. Le siège de Caluire-et-Cuire reconduit ainsi la députée démocrate Blandine Brocard, pour un troisième mandat, dans un secteur qui n'a jamais élu de député de gauche, depuis 1988. Il en est de même à Saint-Genis-Laval où Thomas Gassilloud, jusqu'ici président de la commission de la défense, n'obtient qu'environ un millier de voix de plus que le RN au premier tour. En 2022, le parti d'extrême droite n'avait pas présenté de candidat ici et en 2017, l'écart était de plus de 17 000 voix. Cependant, le sortant marcheur est largement réélu au second tour, aidé par le désistement de la candidate socialiste au second tour. Le siège de Givors est également disputé entre l'extrême droite, ici représentée par un candidat LR-RN, l'avocat Alexandre Humbert Dupalais, et le sortant marcheur, Jean-Luc Fugit, président du Conseil supérieur de l'énergie. Le candidat ciottiste prend dix points d'avance, en tête du premier tour. Il récolte plus de 25 000 voix, à mettre en perspective de l'histoire de la circonscription, au cours de laquelle ni le RN ni le FN n'a jamais dépassé 10 000 voix. De nouveau, le candidat de gauche, ici Abdel Yousfi, conseiller municipal givordin et cheminot communiste, se retire du second tour et le sortant marcheur l'emporte. Enfin, à Meyzieu-Décines-Charpieu, l'extrême droite prend à nouveau la tête du premier tour. En la personne de Tiffany Joncour, militante RN et de la Manif pour tous. Elle affronte au second tour Victor Prandt, candidat du NFP et de Révolution écologique pour le vivant, arrivé avec 1200 voix d'avance sur la sortante marcheuse au premier tour. Cette dernière se retire du second tour mais ce retrait ne suffit pas et la candidate d'extrême droite s'impose avec environ 2 000 voix de plus que le candidat de gauche.
L'électorat des deux circonscriptions rurales du nord du département, tenues jusqu'ici par LR, opère également une réorientation en faveur du RN. La poussée du RN demeure contenue à Villefranche-sur-Saône. Ici, Patrick Louis, président de l'ISSEP et ancien eurodéputé, prend la tête du premier tour pour l'extrême droite. Il affronte au second tour le sortant LR alors que le PS se retire à nouveau. Alexandre Portier, député depuis 2022 après avoir succédé à Bernard Perrut, parvient à remonter la pente pour obtenir un pourcentage similaire à 2022. On peut noter que M. Portier obtient plus de 40 000 voix, fait rare dans l'histoire législative du département depuis 1958. Seuls Philippe Danilo en 1958 et Frédéric Dugoujon en 1978 dans la 7e circonscription y sont également parvenus. Enfin, à Écully-Tarare, la division de l'électorat dans le secteur conduit à une quadrangulaire. Elle oppose Jonathan Géry, fonctionnaire de police et militant RN, arrivé largement en tête et trois candidats au cœur de tergiversations de retrait dans l'entre-deux tours. Parmi eux, Anne Reymbaut, candidate NFP et première adjointe PS au maire de Thizy-les-Bourgs, la sortante LR Nathalie Serre et Dominique Despras, de Renaissance, agriculteur et maire du village de Claveisolles. Ce dernier retire finalement ses bulletins pour le second tour mais le RN l'emporte tout de même, le parti obtenant ainsi deux sièges dans le département.

## Résultats par circonscription

### Première circonscription
Député sortant : Thomas Rudigoz (Renaissance)
| Candidat                 | Candidat                 | Parti et coalition       | Nuance                   | Premier tour | Premier tour | Second tour | Second tour |
| Candidat                 | Candidat                 | Parti et coalition       | Nuance                   | Voix         | %            | Voix        | %           |
| ------------------------ | ------------------------ | ------------------------ | ------------------------ | ------------ | ------------ | ----------- | ----------- |
|                          | Anaïs Belouassa-Cherifi  | LFI (NFP)                | UG                       | 22 045       | 42,62        | 23 970      | 46,60       |
|                          | Thomas Rudigoz           | RE (ENS)                 | ENS                      | 15 275       | 29,53        | 18 117      | 35,22       |
|                          | Laurent Mouton           | RN                       | RN                       | 9 361        | 18,10        | 9 351       | 18,18       |
|                          | Grégory Sansoz           | LR (UDC)                 | LR                       | 3 005        | 5,81         |             |             |
|                          | Anne Thiriat             | 100%C (TUPV)             | ECO                      | 1 165        | 2,25         |             |             |
|                          | Brandon Alves            | REC                      | REC                      | 413          | 0,80         |             |             |
|                          | Jim Bugni                | LO                       | EXG                      | 353          | 0,68         |             |             |
|                          | Guillaume Eymeric        | NF                       | DIV                      | 109          | 0,21         |             |             |
|                          | Ivanka Lopouchansky      | NPA-R                    | EXG                      | 2            | 0,00         |             |             |
|                          |                          |                          |                          |              |              |             |             |
| Votes valides            | Votes valides            | Votes valides            | Votes valides            | 51 728       | 98,66        | 51 438      | 98,21       |
| Votes blancs             | Votes blancs             | Votes blancs             | Votes blancs             | 505          | 0,96         | 702         | 1,34        |
| Votes nuls               | Votes nuls               | Votes nuls               | Votes nuls               | 198          | 0,38         | 233         | 0,44        |
| Total                    | Total                    | Total                    | Total                    | 52 431       | 100          | 52 373      | 100         |
| Abstention               | Abstention               | Abstention               | Abstention               | 19 486       | 27,10        | 19 541      | 27,17       |
| Inscrits / participation | Inscrits / participation | Inscrits / participation | Inscrits / participation | 71 917       | 72,90        | 71 914      | 72,83       |

### Deuxième circonscription
Député sortant : Hubert Julien-Laferrière (Indépendant, à la suite de son exclusion de Génération écologie en novembre 2023), ne se représente pas.
| Candidat                 | Candidat                 | Parti et coalition       | Nuance                   | Premier tour | Premier tour | Second tour | Second tour |
| Candidat                 | Candidat                 | Parti et coalition       | Nuance                   | Voix         | %            | Voix        | %           |
| ------------------------ | ------------------------ | ------------------------ | ------------------------ | ------------ | ------------ | ----------- | ----------- |
|                          | Boris Tavernier          | LÉ (NFP)                 | UG                       | 28 567       | 49,65        | 30 239      | 58,58       |
|                          | Loïc Terrenes            | RE (ENS)                 | ENS                      | 14 455       | 25,12        | 21 385      | 41,42       |
|                          | Anaëlle Bisleau          | RN                       | RN                       | 8 228        | 14,30        |             |             |
|                          | Maryll Guilloteau        | LR (UDC)                 | LR                       | 4 456        | 7,74         |             |             |
|                          | Karim Mahmoud-Vintam     | 100%C (TUPV)             | DIV                      | 731          | 1,27         |             |             |
|                          | Vanessa Étenne           | REC                      | REC                      | 456          | 0,79         |             |             |
|                          | Delphine Briday          | LO                       | EXG                      | 297          | 0,52         |             |             |
|                          | Pascal Coulan            | NF                       | DIV                      | 148          | 0,26         |             |             |
|                          | Michaël Jouteux          | PT                       | EXG                      | 133          | 0,23         |             |             |
|                          | Nizar Touihri            | SE                       | DIV                      | 63           | 0,11         |             |             |
|                          | Anthony Bruno            | NPA-R                    | EXG                      | 0            | 0,00         |             |             |
|                          |                          |                          |                          |              |              |             |             |
| Votes valides            | Votes valides            | Votes valides            | Votes valides            | 57 534       | 98,94        | 51 624      | 94,84       |
| Votes blancs             | Votes blancs             | Votes blancs             | Votes blancs             | 427          | 0,73         | 2 109       | 3,87        |
| Votes nuls               | Votes nuls               | Votes nuls               | Votes nuls               | 189          | 0,33         | 702         | 1,29        |
| Total                    | Total                    | Total                    | Total                    | 58 150       | 100          | 54 435      | 100         |
| Abstention               | Abstention               | Abstention               | Abstention               | 16 461       | 22,06        | 20 188      | 27,05       |
| Inscrits / participation | Inscrits / participation | Inscrits / participation | Inscrits / participation | 74 611       | 77,94        | 74 623      | 72,95       |

### Troisième circonscription
Députée sortante : Marie-Charlotte Garin (Les Écologistes)
|                          | Marie-Charlotte Garin    | LÉ (NFP)                 | UG                       | 27 736 | 51,51 |  |  |
|                          | Clara Eynault-Lassalle   | RE (ENS)                 | ENS                      | 11 557 | 21,46 |  |  |
|                          | Clotilde Morin           | RN                       | RN                       | 7 938  | 14,74 |  |  |
|                          | Béatrice de Montille     | LR (UDC)                 | LR                       | 4 464  | 8,29  |  |  |
|                          | Éric Lafond              | 100%C (TUPV)             | ECO                      | 688    | 1,28  |  |  |
|                          | Léo Bourret              | VD - UDI                 | UDI                      | 501    | 0,93  |  |  |
|                          | Marie Rilly              | REC                      | REC                      | 486    | 0,90  |  |  |
|                          | Jean-Noël Dudukdjian     | LO                       | EXG                      | 260    | 0,48  |  |  |
|                          | Anaïs Barrallon          | NPA-R                    | EXG                      | 141    | 0,26  |  |  |
|                          | Marc Chinal              | NF                       | DIV                      | 71     | 0,13  |  |  |
|                          |                          |                          |                          |        |       |  |  |
| Votes valides            | Votes valides            | Votes valides            | Votes valides            | 53 842 | 98,90 |  |  |
| Votes blancs             | Votes blancs             | Votes blancs             | Votes blancs             | 426    | 0,78  |  |  |
| Votes nuls               | Votes nuls               | Votes nuls               | Votes nuls               | 172    | 0,32  |  |  |
| Total                    | Total                    | Total                    | Total                    | 54 440 | 100   |  |  |
| Abstention               | Abstention               | Abstention               | Abstention               | 16 382 | 23,13 |  |  |
| Inscrits / participation | Inscrits / participation | Inscrits / participation | Inscrits / participation | 70 822 | 76,87 |  |  |

### Quatrième circonscription
Députée sortante : Anne Brugnera (Renaissance)
| Candidat                 | Candidat                 | Parti et coalition       | Nuance                   | Premier tour | Premier tour | Second tour | Second tour |
| Candidat                 | Candidat                 | Parti et coalition       | Nuance                   | Voix         | %            | Voix        | %           |
| ------------------------ | ------------------------ | ------------------------ | ------------------------ | ------------ | ------------ | ----------- | ----------- |
|                          | Sandrine Runel           | PS (NFP)                 | UG                       | 22 959       | 38,00        | 24 852      | 42,48       |
|                          | Anne Brugnera            | RE (ENS)                 | ENS                      | 18 744       | 31,02        | 23 208      | 39,67       |
|                          | Yannick Chaumont         | RN                       | RN                       | 10 818       | 17,91        | 10 449      | 17,86       |
|                          | Romain Billard           | LR (UDC)                 | LR                       | 6 268        | 10,37        |             |             |
|                          | Armande Torrent          | REC                      | REC                      | 655          | 1,08         |             |             |
|                          | Julien Quévy             | Équinoxe                 | ECO                      | 502          | 0,83         |             |             |
|                          | Coralie Laurent          | LO                       | EXG                      | 329          | 0,54         |             |             |
|                          | Juliette Vel             | NF                       | DIV                      | 143          | 0,24         |             |             |
|                          | Tristan Jego             | NPA-R                    | EXG                      | 0            | 0,00         |             |             |
|                          |                          |                          |                          |              |              |             |             |
| Votes valides            | Votes valides            | Votes valides            | Votes valides            | 60 418       | 98,91        | 58 509      | 98,36       |
| Votes blancs             | Votes blancs             | Votes blancs             | Votes blancs             | 517          | 0,85         | 764         | 1,28        |
| Votes nuls               | Votes nuls               | Votes nuls               | Votes nuls               | 151          | 0,25         | 213         | 0,36        |
| Total                    | Total                    | Total                    | Total                    | 61 086       | 100          | 59 486      | 100         |
| Abstention               | Abstention               | Abstention               | Abstention               | 17 812       | 22,58        | 19 417      | 24,61       |
| Inscrits / participation | Inscrits / participation | Inscrits / participation | Inscrits / participation | 78 898       | 77,42        | 78 903      | 75,39       |

### Cinquième circonscription
Députée sortante : Blandine Brocard (Mouvement démocrate)
| Candidat                 | Candidat                 | Parti et coalition       | Nuance                   | Premier tour | Premier tour | Second tour | Second tour |
| Candidat                 | Candidat                 | Parti et coalition       | Nuance                   | Voix         | %            | Voix        | %           |
| ------------------------ | ------------------------ | ------------------------ | ------------------------ | ------------ | ------------ | ----------- | ----------- |
|                          | Blandine Brocard         | MoDem (ENS)              | ENS                      | 21 402       | 32,04        | 29 758      | 45,61       |
|                          | Fabrice Matteucci        | PS (NFP)                 | UG                       | 17 701       | 26,50        | 16 317      | 25,01       |
|                          | Sasha Bitoum             | RN                       | RN                       | 16 962       | 25,39        | 19 170      | 29,38       |
|                          | Bastien Joint            | LR (UDC)                 | LR                       | 9 321        | 13,95        |             |             |
|                          | Mathieu Bazin            | REC                      | REC                      | 1 001        | 1,50         |             |             |
|                          | Hélène Rivière           | LO                       | EXG                      | 410          | 0,61         |             |             |
|                          |                          |                          |                          |              |              |             |             |
| Votes valides            | Votes valides            | Votes valides            | Votes valides            | 66 797       | 98,68        | 65 245      | 98,09       |
| Votes blancs             | Votes blancs             | Votes blancs             | Votes blancs             | 691          | 1,02         | 1 037       | 1,56        |
| Votes nuls               | Votes nuls               | Votes nuls               | Votes nuls               | 202          | 0,30         | 236         | 0,35        |
| Total                    | Total                    | Total                    | Total                    | 67 690       | 100          | 66 518      | 100         |
| Abstention               | Abstention               | Abstention               | Abstention               | 22 917       | 25,29        | 24 104      | 26,60       |
| Inscrits / participation | Inscrits / participation | Inscrits / participation | Inscrits / participation | 90 607       | 74,71        | 90 622      | 73,40       |

### Sixième circonscription
Député sortant : Gabriel Amard (La France insoumise)
| Candidat                 | Candidat                 | Parti et coalition       | Nuance                   | Premier tour | Premier tour | Second tour | Second tour |
| Candidat                 | Candidat                 | Parti et coalition       | Nuance                   | Voix         | %            | Voix        | %           |
| ------------------------ | ------------------------ | ------------------------ | ------------------------ | ------------ | ------------ | ----------- | ----------- |
|                          | Gabriel Amard            | LFI (NFP)                | UG                       | 26 876       | 46,16        | 25 352      | 50,57       |
|                          | Jean-Paul Bret           | PS diss.                 | DVG                      | 11 628       | 19,97        | 24 783      | 49,43       |
|                          | Délia Agus               | RN                       | RN                       | 11 057       | 18,99        |             |             |
|                          | Marc Fraysse             | LR (UDC)                 | LR                       | 7 190        | 12,35        |             |             |
|                          | Joseph Basilien          | Équinoxe                 | ECO                      | 714          | 1,23         |             |             |
|                          | Nadia Bouhami            | LO                       | EXG                      | 453          | 0,78         |             |             |
|                          | Raphaëlle Mizony         | NPA-R                    | EXG                      | 183          | 0,31         |             |             |
|                          | Téyi Kékéki Lawson Doute | EFV                      | DIV                      | 127          | 0,22         |             |             |
|                          |                          |                          |                          |              |              |             |             |
| Votes valides            | Votes valides            | Votes valides            | Votes valides            | 58 228       | 98,32        | 50 135      | 93,14       |
| Votes blancs             | Votes blancs             | Votes blancs             | Votes blancs             | 758          | 1,28         | 2 930       | 5,44        |
| Votes nuls               | Votes nuls               | Votes nuls               | Votes nuls               | 234          | 0,40         | 762         | 1,42        |
| Total                    | Total                    | Total                    | Total                    | 59 220       | 100          | 53 827      | 100         |
| Abstention               | Abstention               | Abstention               | Abstention               | 32 788       | 35,64        | 38 193      | 41,51       |
| Inscrits / participation | Inscrits / participation | Inscrits / participation | Inscrits / participation | 92 008       | 64,36        | 92 020      | 58,49       |

### Septième circonscription
Député sortant : Alexandre Vincendet (Horizons, à la suite de son exclusion des Républicains en mars 2024)
| Candidat                 | Candidat                 | Parti et coalition       | Nuance                   | Premier tour | Premier tour | Second tour | Second tour |
| Candidat                 | Candidat                 | Parti et coalition       | Nuance                   | Voix         | %            | Voix        | %           |
| ------------------------ | ------------------------ | ------------------------ | ------------------------ | ------------ | ------------ | ----------- | ----------- |
|                          | Abdelkader Lahmar        | LFI (NFP)                | UG                       | 20 063       | 46,00        | 21 966      | 50,04       |
|                          | Alexandre Vincendet      | HOR (ENS)                | ENS                      | 11 799       | 27,05        | 13 214      | 30,10       |
|                          | Cédric Pignal            | RN                       | RN                       | 9 280        | 21,28        | 8 721       | 19,87       |
|                          | Myriam Fontaine          | LR (UDC)                 | LR                       | 1 536        | 3,52         |             |             |
|                          | Thomas Spreux            | LO                       | EXG                      | 526          | 1,21         |             |             |
|                          | Régine Benon             | REC                      | REC                      | 411          | 0,94         |             |             |
|                          |                          |                          |                          |              |              |             |             |
| Votes valides            | Votes valides            | Votes valides            | Votes valides            | 43 615       | 98,25        | 43 901      | 98,51       |
| Votes blancs             | Votes blancs             | Votes blancs             | Votes blancs             | 527          | 1,19         | 474         | 1,06        |
| Votes nuls               | Votes nuls               | Votes nuls               | Votes nuls               | 248          | 0,56         | 189         | 0,42        |
| Total                    | Total                    | Total                    | Total                    | 44 390       | 100          | 44 564      | 100         |
| Abstention               | Abstention               | Abstention               | Abstention               | 28 217       | 38,86        | 28 070      | 38,65       |
| Inscrits / participation | Inscrits / participation | Inscrits / participation | Inscrits / participation | 72 607       | 61,14        | 72 634      | 61,35       |

### Huitième circonscription
Députée sortante : Nathalie Serre (Les Républicains)
| Candidat                 | Candidat                 | Parti et coalition       | Nuance                   | Premier tour | Premier tour | Second tour | Second tour |
| Candidat                 | Candidat                 | Parti et coalition       | Nuance                   | Voix         | %            | Voix        | %           |
| ------------------------ | ------------------------ | ------------------------ | ------------------------ | ------------ | ------------ | ----------- | ----------- |
|                          | Jonathan Géry            | RN                       | RN                       | 25 810       | 33,46        | 29 317      | 37,90       |
|                          | Anne Reymbaut            | PS (NFP)                 | UG                       | 17 548       | 22,75        | 23 439      | 30,30       |
|                          | Dominique Despras        | MoDem (ENS)              | ENS                      | 16 338       | 21,18        | 51          | 0,07        |
|                          | Nathalie Serre           | LR (UDC)                 | LR                       | 15 941       | 20,66        | 24 556      | 31,74       |
|                          | Xavier Fourboul          | REC                      | REC                      | 876          | 1,14         |             |             |
|                          | Tristan Teyssier         | LO                       | EXG                      | 630          | 0,82         |             |             |
|                          |                          |                          |                          |              |              |             |             |
| Votes valides            | Votes valides            | Votes valides            | Votes valides            | 77 143       | 98,13        | 77 363      | 97,78       |
| Votes blancs             | Votes blancs             | Votes blancs             | Votes blancs             | 1 108        | 1,41         | 1 378       | 1,74        |
| Votes nuls               | Votes nuls               | Votes nuls               | Votes nuls               | 362          | 0,46         | 375         | 0,47        |
| Total                    | Total                    | Total                    | Total                    | 78 613       | 100          | 79 116      | 100         |
| Abstention               | Abstention               | Abstention               | Abstention               | 27 393       | 25,84        | 26 870      | 25,35       |
| Inscrits / participation | Inscrits / participation | Inscrits / participation | Inscrits / participation | 106 006      | 74,16        | 105 986     | 74,65       |

### Neuvième circonscription
Député sortant : Alexandre Portier (Les Républicains)
| Candidat                 | Candidat                     | Parti et coalition       | Nuance                   | Premier tour | Premier tour | Second tour | Second tour |
| Candidat                 | Candidat                     | Parti et coalition       | Nuance                   | Voix         | %            | Voix        | %           |
| ------------------------ | ---------------------------- | ------------------------ | ------------------------ | ------------ | ------------ | ----------- | ----------- |
|                          | Patrick Louis                | RÀD (RN)                 | UXD                      | 24 466       | 35,41        | 26 836      | 39,63       |
|                          | Alexandre Portier            | LR (UDC)                 | LR                       | 17 554       | 25,40        | 40 872      | 60,37       |
|                          | Jean-Henri Soumireu-Lartigue | PS (NFP)                 | UG                       | 16 066       | 23,25        | Retrait     | Retrait     |
|                          | Antoine Laurent              | RE (ENS)                 | ENS                      | 9 935        | 14,38        |             |             |
|                          | Damien d'Autryve             | SE                       | REG                      | 613          | 0,89         |             |             |
|                          | Chantal Helly                | LO                       | EXG                      | 464          | 0,67         |             |             |
|                          |                              |                          |                          |              |              |             |             |
| Votes valides            | Votes valides                | Votes valides            | Votes valides            | 69 098       | 98,23        | 67 708      | 96,79       |
| Votes blancs             | Votes blancs                 | Votes blancs             | Votes blancs             | 973          | 1,38         | 1 755       | 2,51        |
| Votes nuls               | Votes nuls                   | Votes nuls               | Votes nuls               | 272          | 0,39         | 487         | 0,70        |
| Total                    | Total                        | Total                    | Total                    | 70 343       | 100          | 69 950      | 100         |
| Abstention               | Abstention                   | Abstention               | Abstention               | 27 780       | 28,31        | 28 203      | 28,73       |
| Inscrits / participation | Inscrits / participation     | Inscrits / participation | Inscrits / participation | 98 123       | 71,69        | 98 153      | 71,27       |

### Dixième circonscription
Député sortant : Thomas Gassilloud (Agir - Renaissance)
| Candidat                 | Candidat                 | Parti et coalition       | Nuance                   | Premier tour | Premier tour | Second tour | Second tour |
| Candidat                 | Candidat                 | Parti et coalition       | Nuance                   | Voix         | %            | Voix        | %           |
| ------------------------ | ------------------------ | ------------------------ | ------------------------ | ------------ | ------------ | ----------- | ----------- |
|                          | Thomas Gassilloud,       | Agir - RE (ENS)          | ENS                      | 23 964       | 32,54        | 45 099      | 62,93       |
|                          | Cécile Patout            | RN                       | RN                       | 22 942       | 31,15        | 26 562      | 37,07       |
|                          | Florence Perrin          | PS (NFP)                 | UG                       | 17 412       | 23,64        | Retrait     | Retrait     |
|                          | Sophie Cruz              | LR (UDC)                 | LR                       | 6 689        | 9,08         |             |             |
|                          | David Hornus             | SE                       | DVD                      | 1 296        | 1,76         |             |             |
|                          | Irène Berenyi Geley      | REC                      | REC                      | 788          | 1,07         |             |             |
|                          | Gilles Bompard           | LO                       | EXG                      | 551          | 0,75         |             |             |
|                          |                          |                          |                          |              |              |             |             |
| Votes valides            | Votes valides            | Votes valides            | Votes valides            | 73 642       | 98,28        | 71 661      | 96,20       |
| Votes blancs             | Votes blancs             | Votes blancs             | Votes blancs             | 998          | 1,33         | 2 245       | 3,01        |
| Votes nuls               | Votes nuls               | Votes nuls               | Votes nuls               | 288          | 0,38         | 589         | 0,79        |
| Total                    | Total                    | Total                    | Total                    | 74 928       | 100          | 74 495      | 100         |
| Abstention               | Abstention               | Abstention               | Abstention               | 24 116       | 24,35        | 24 572      | 24,80       |
| Inscrits / participation | Inscrits / participation | Inscrits / participation | Inscrits / participation | 99 044       | 75,65        | 99 067      | 75,20       |

### Onzième circonscription
Député sortant : Jean-Luc Fugit (Renaissance)
| Candidat                 | Candidat                   | Parti et coalition       | Nuance                   | Premier tour | Premier tour | Second tour | Second tour |
| Candidat                 | Candidat                   | Parti et coalition       | Nuance                   | Voix         | %            | Voix        | %           |
| ------------------------ | -------------------------- | ------------------------ | ------------------------ | ------------ | ------------ | ----------- | ----------- |
|                          | Alexandre Humbert Dupalais | RÀD (RN)                 | UXD                      | 25 371       | 36,81        | 29 069      | 43,20       |
|                          | Jean-Luc Fugit             | RE (ENS)                 | ENS                      | 18 564       | 26,93        | 38 214      | 56,80       |
|                          | Abdel Yousfi               | PCF (NFP)                | UG                       | 15 765       | 22,87        | Retrait     | Retrait     |
|                          | Cindy Ferro                | LR (UDC)                 | LR                       | 6 708        | 9,73         |             |             |
|                          | Sophie Spennato            | ÉAC                      | ECO                      | 1 974        | 2,86         |             |             |
|                          | Isabelle Browning          | LO                       | EXG                      | 550          | 0,80         |             |             |
|                          |                            |                          |                          |              |              |             |             |
| Votes valides            | Votes valides              | Votes valides            | Votes valides            | 68 932       | 97,86        | 67 283      | 95,73       |
| Votes blancs             | Votes blancs               | Votes blancs             | Votes blancs             | 1 100        | 1,56         | 2 343       | 3,33        |
| Votes nuls               | Votes nuls                 | Votes nuls               | Votes nuls               | 405          | 0,57         | 660         | 0,94        |
| Total                    | Total                      | Total                    | Total                    | 70 437       | 100          | 70 286      | 100         |
| Abstention               | Abstention                 | Abstention               | Abstention               | 27 583       | 28,14        | 27 754      | 28,31       |
| Inscrits / participation | Inscrits / participation   | Inscrits / participation | Inscrits / participation | 98 020       | 71,86        | 98 040      | 71,69       |

### Douzième circonscription
Député sortant : Cyrille Isaac-Sibille (Mouvement démocrate)
| Candidat                 | Candidat                 | Parti et coalition       | Nuance                   | Premier tour | Premier tour | Second tour | Second tour |
| Candidat                 | Candidat                 | Parti et coalition       | Nuance                   | Voix         | %            | Voix        | %           |
| ------------------------ | ------------------------ | ------------------------ | ------------------------ | ------------ | ------------ | ----------- | ----------- |
|                          | Lucie Gaillot-Durand     | LÉ (NFP)                 | UG                       | 18 039       | 30,06        | 19 938      | 33,33       |
|                          | Cyrille Isaac-Sibille    | MoDem (ENS)              | ENS                      | 17 333       | 28,88        | 23 200      | 38,79       |
|                          | Clémence Luisier         | RN                       | RN                       | 14 989       | 24,98        | 16 678      | 27,88       |
|                          | Pascal Charmot           | LR (UDC)                 | LR                       | 8 341        | 13,90        |             |             |
|                          | Noémie Gallice           | REC                      | REC                      | 732          | 1,22         |             |             |
|                          | Cécile Faurite           | LO                       | EXG                      | 576          | 0,96         |             |             |
|                          |                          |                          |                          |              |              |             |             |
| Votes valides            | Votes valides            | Votes valides            | Votes valides            | 60 010       | 98,62        | 59 816      | 98,19       |
| Votes blancs             | Votes blancs             | Votes blancs             | Votes blancs             | 608          | 1,00         | 827         | 1,36        |
| Votes nuls               | Votes nuls               | Votes nuls               | Votes nuls               | 229          | 0,38         | 274         | 0,45        |
| Total                    | Total                    | Total                    | Total                    | 60 847       | 100          | 60 917      | 100         |
| Abstention               | Abstention               | Abstention               | Abstention               | 21 900       | 26,47        | 21 855      | 26,40       |
| Inscrits / participation | Inscrits / participation | Inscrits / participation | Inscrits / participation | 82 747       | 73,53        | 82 772      | 73,60       |

### Treizième circonscription
Députée sortante : Sarah Tanzilli (Renaissance)
| Candidat                 | Candidat                 | Parti et coalition       | Nuance                   | Premier tour | Premier tour | Second tour | Second tour |
| Candidat                 | Candidat                 | Parti et coalition       | Nuance                   | Voix         | %            | Voix        | %           |
| ------------------------ | ------------------------ | ------------------------ | ------------------------ | ------------ | ------------ | ----------- | ----------- |
|                          | Tiffany Joncour          | RN                       | RN                       | 22 417       | 36,35        | 28 872      | 51,87       |
|                          | Victor Prandt            | REV (NFP)                | UG                       | 16 178       | 26,23        | 26 794      | 48,13       |
|                          | Sarah Tanzilli           | RE (ENS)                 | ENS                      | 14 933       | 24,21        | Retrait     | Retrait     |
|                          | Philippe Meunier         | LR (UDC)                 | LR                       | 6 106        | 9,90         |             |             |
|                          | Didier Barthès           | MEI (RAS)                | DVG                      | 799          | 1,30         |             |             |
|                          | Océane Gigarel           | REC                      | REC                      | 610          | 0,99         |             |             |
|                          | Michel Piot              | LO                       | EXG                      | 523          | 0,85         |             |             |
|                          | Patrick Biaut            | SE                       | DVD                      | 105          | 0,17         |             |             |
|                          |                          |                          |                          |              |              |             |             |
| Votes valides            | Votes valides            | Votes valides            | Votes valides            | 61 671       | 98,36        | 55 666      | 89,72       |
| Votes blancs             | Votes blancs             | Votes blancs             | Votes blancs             | 751          | 1,20         | 5 146       | 8,29        |
| Votes nuls               | Votes nuls               | Votes nuls               | Votes nuls               | 280          | 0,45         | 1 230       | 1,98        |
| Total                    | Total                    | Total                    | Total                    | 62 702       | 100          | 62 042      | 100         |
| Abstention               | Abstention               | Abstention               | Abstention               | 27 099       | 30,18        | 27 778      | 30,93       |
| Inscrits / participation | Inscrits / participation | Inscrits / participation | Inscrits / participation | 89 801       | 69,82        | 89 820      | 69,07       |

### Quatorzième circonscription
Député sortant : Idir Boumertit (La France insoumise)
| Candidat                 | Candidat                 | Parti et coalition       | Nuance                   | Premier tour | Premier tour | Second tour | Second tour |
| Candidat                 | Candidat                 | Parti et coalition       | Nuance                   | Voix         | %            | Voix        | %           |
| ------------------------ | ------------------------ | ------------------------ | ------------------------ | ------------ | ------------ | ----------- | ----------- |
|                          | Idir Boumertit           | LFI (NFP)                | UG                       | 21 854       | 48,78        | 26 974      | 65,03       |
|                          | Cédric Mermet            | RN                       | RN                       | 12 637       | 28,21        | 14 508      | 34,97       |
|                          | Ludovic Almeras          | RE (ENS)                 | ENS                      | 6 996        | 15,62        |             |             |
|                          | David Mazzone            | LR (UDC)                 | LR                       | 2 059        | 4,60         |             |             |
|                          | Olivier Minoux           | LO                       | EXG                      | 815          | 1,82         |             |             |
|                          | Blandine Riha            | REC                      | REC                      | 437          | 0,98         |             |             |
|                          |                          |                          |                          |              |              |             |             |
| Votes valides            | Votes valides            | Votes valides            | Votes valides            | 44 798       | 97,83        | 41 482      | 92,56       |
| Votes blancs             | Votes blancs             | Votes blancs             | Votes blancs             | 655          | 1,43         | 2 553       | 5,70        |
| Votes nuls               | Votes nuls               | Votes nuls               | Votes nuls               | 339          | 0,74         | 780         | 1,74        |
| Total                    | Total                    | Total                    | Total                    | 45 792       | 100          | 44 815      | 100         |
| Abstention               | Abstention               | Abstention               | Abstention               | 30 780       | 40,20        | 31 787      | 41,50       |
| Inscrits / participation | Inscrits / participation | Inscrits / participation | Inscrits / participation | 76 572       | 59,80        | 76 602      | 58,50       |